# Ian Smith (actor)
Ian Smith es un actor de televisión australiano, más conocido por haber interpretado a Harold Bishop, uno de los personajes más queridos del público, en la serie australiana Neighbours.

## Biografía
Ian tenía 54 cuando su madre Connie Smith antes de morir le reveló que era adoptado, poco después Ian buscó a su madre biológica Peg Kline. Kline reveló que Ian había sido concebido después de ser violada por un amigo de su familia de 26 años cuando ella apenas tenía 13 años y lo dio en adopción. Después de encontrarse con su madre los dos se hicieron muy buenos amigos, lamentablemente Peg murió de cáncer en mayo del 2005. Ian tiene dos medio hermanos, uno de ellos se llama Steve Kline.
Ian lleva más de 40 años de casado con Gail Smith.

## Carrera
Ian ha aparecido en numerosas series de televisión. 
Entre 1967 y 1977 apareció como invitado en series como Bellbird, Detective, Homicide, Alpha Scorpio, Ryan, Quality of Mercy, Bluey, Glenview High, Division 4 y en Matlock Police donde interpretó a varios personajes ente ellos al oficial Graham Browning, a un agente inmobiliario, a David Wishart, Berry, John Roberts y a Larry Fisher.      
En 1979 se unió al elenco recurrente de la serie dramática Prisoner donde interpretó a Ted Douglas, el representante del departamento de los servicios penitenciarios hasta 1984.
El 30 de enero de 1987 Ian se unió al elenco principal de la exitosa y aclamada serie australiana Neighbours donde interpretó a Harold Bishop hasta septiembre de 1991, pronto su personaje se volvió uno de los más queridos por el público. Ian regresó de nuevo a la serie en octubre de 1996 donde interpretó nuevamente a Harold hasta el 27 de febrero de 2009 luego de que su personaje contrajera cáncer, se recuperara y decidiera irse de Erinsborough para viajar alrededor de Australia. Ian reveló que su decisión de irse nuevamente se debía a que era tratado mal y ridiculizado por vándalos cerca de su casa en Melbourne quienes lo llamaban Gordo Harold. Su personaje se convirtió en uno de los personajes con más tiempo en el programa. Por su actuación Ian fue nominado a dos premios logie en las categorías de actor más popular y actor más notable. 
Harold apareció de nuevo en la serie el 9 de mayo de 2011 cuando regresó a la calle Ramsay para ayudar a Toadfish Rebecchi luego de que descubriera que su novia Sonya era la madre biológica de su hijo adoptivo, Callum. Su última aparición fue el 15 de junio del mismo año después de que su personaje se casara con Carolyn Johnstone (Paula Duncan) y la pareja decidiera mudarse a Byron Bay. En noviembre del 2014 se anunció que Ian regresaría brevemente a la serie para celebrar su aniversario número 30 en marzo del 2015.
En marzo del 2005 Ian apareció en el programa Australian Story, donde se hizo un documental biográfico acerca de su vida.

## Filmografía
Series de televisión
| Año                                | Título                      | Personaje                | Notas                                |
| ---------------------------------- | --------------------------- | ------------------------ | ------------------------------------ |
| 1987 - 2009, 2011, 2015 - presente | Neighbours                  | Harold Bishop            | 1,622 episodios                      |
| 2013                               | It's a Date                 | Don                      | episodio "Does Age Matter?"          |
| 2010                               | Underbelly: The Golden Mile | Ken Wallis               | 3 episodios                          |
| 1996                               | The Genie from Down Under   | Juez de Carrera          | episodio "The Genie from Down Under" |
| 1994                               | Blue Heelers                | Clive Burton             | episodio "Labour of Love"            |
| 1992                               | Noel's House Party          | -                        | episodio # 2.7                       |
| 1979 - 1984                        | Prisoner                    | Ted Douglas              | 45 episodios                         |
| 1979                               | Skyways                     | Coronel Garner           | 2 episodios                          |
| 1978                               | Chopper Squad               | -                        | episodio "Long Weekend"              |
| 1977                               | Glenview High               | Rocky                    | episodio "Sally's Family"            |
| 1977                               | Bluey                       | Detective Mayor Davidson | episodio "Stop the Press"            |
| 1975                               | Quality of Mercy            | -                        | episodio "Kenny"                     |
| 1971 - 1975                        | Matlock Police              | Varios personajes        | 7 episodios                          |
| 1971 - 1975                        | Division 4                  | Varios Personajes        | 13 episodios                         |
| 1974                               | Ryan                        | -                        | episodio "Red Alert"                 |
| 1974                               | Alpha Scorpio               | -                        | tv serie                             |
| 1966 - 1972                        | Homicide                    | Varios Personajes        | 4 episodios                          |
| 1969                               | Detective                   | Dick Spencer             | episodio "Prisoners' Plea"           |
| 1967                               | Bellbird                    | Russell Ashwood          | tv serie                             |

Películas
| Año  | Título                | Personaje        | Notas                                                                               |
| ---- | --------------------- | ---------------- | ----------------------------------------------------------------------------------- |
| 2009 | The Jesus Spoon       | Señor Buck       | corto                                                                               |
| 1997 | The Last of the Ryans | Sir Arthur Rylah | junto a Richard Roxburgh, Roger Oakley & Tony Barry                                 |
| 1993 | Body Melt             | Doctor Carrera   | junto a William McInnes, Matthew Newton, Brett Climo, Andrew Daddo & Suzi Dougherty |
| 1981 | I Can Jump Puddles    | Mr. Slade        | junto a Lewis Fitz-Gerald & Tony Barry                                              |

Productor y escritor
| Año         | Programa   | Notas                                 |
| ----------- | ---------- | ------------------------------------- |
| 1987 - 1990 | Neighbours | 6 episodios - escritor                |
| 1980 - 1986 | Prisioner  | 52 episodios - escritor               |
| 1985        | Prisioner  | productor asociado - episodio # 1.536 |
| -           | Prisioner  | editor de guion                       |

Documentales
| Año  | Programa                             | Notas                                        |
| ---- | ------------------------------------ | -------------------------------------------- |
| 2008 | The Wright Stuff                     | aparece en el episodio # 9.27 como panelista |
| 2008 | Neighbours' on Five                  | aparece en el documental                     |
| 2007 | Little Britain' Down Under           | documental                                   |
| 2006 | Sex, Lies & Soaps                    | documental - miniserie                       |
| 2005 | Australian Story                     | documental - episodio "The Born Identity"    |
| 2002 | It Shouldn't Happen to a... Soapstar | documental                                   |
| 2000 | Neighbours Revealed                  | documental                                   |

## Premios y nominaciones
| Año  | Categoría          | Premio             | Serie      | Resultado |
| ---- | ------------------ | ------------------ | ---------- | --------- |
| 2009 | Most Notably Actor | Gold Logie Award   | Neighbours | Nominado  |
| 2009 | Most Popular Actor | Silver Logie Award | Neighbours | Nominado  |